# Seznam osebnosti iz Občine Slovenska Bistrica
Seznam osebnosti iz Občine Slovenska Bistrica zajema osebnosti, ki so se tu rodile, delovale ali umrle.
- Štefan Podričnik (1922, Mežica – 1988, Maribor), direktor Impola, poslanec skupščine SRS
- Laura Lešnik (2. januar 1920, Trst – 19. december 1996, Slovenska Bistrica), finančna uradnica, prva slovenjebistriška profesionalna knjižničarka
- Frančiška Ludvik (10. oktober 1874, Bač – 14. oktober 1944, Srijemske Laze), posestnica, gostilničarka
- Ivan Ludvik (11. julij 1870, Bač – 14. oktober 1944, Srijemske Laze), solastnik gostilne
- Jožica Ludvik (1905, Bač – 18. november 1944, Auschwitz), uradnica
- Viktor Maček (1. november 1942, Slovenska Bistrica – 13. januar 1988, Maribor), ekonomist, inženir, direktor Impola
- Minka Namestnik – Sonja (26. avgust 1926, Ruše – 8. januar 1943, Trije žeblji na Osankarici), trgovka, borka Pohorskega bataljona
- Peter Novak (20. december 1854, Podbrdo – 26. september 1922, Slovenska Bistrica), gostilnec, deželni poslanec, narodni buditelj, čitalničar
- Oskar Lang (15. maj 1934, Slovenska Bistrica – 3. februar 2022, Slovenska Bistrica), elektrotehnik, planinec, alpinist
- Jakob Potočnik (1865, Ravne – 1945 (predvidoma) Slovenska Bistrica), orožniški narednik, župan Pragerskega
- Jurij Schaumberg (15.−16. stoletje), posestnik Slovenske Bistrice in tamkajšnjega gradu
- Hinko Sernc (21. marec 1926, Sv. Areh na Pohorju – 3. februar 2018, Šmartno na Pohorju), gostilnec, glasbenik, član PGD
- Engelbert Sicherl (1874, ? – 1937, ?), posestnik, trgovec, društveni delavec, župan Spodnje Polskave
- Franc Steinklauber (1859 – 5. april 1921, Pragersko), tovarnar, ustanovitelj opekarne na Pragerskem
- Vincenc Sternberger (5. februar 1827 – 29. maj 1912, Zgornja Bistrica), tovarnar, vzpostavil je prve zametke tovarne Impol
- Albert Stieger (3. oktober 1847, Slovenska Bistrica – 24. december 1933, Slovenska Bistrica), tovarnar, župan, častni občan, ustanovitelj predhodnice sedanje tovarne olja Gea
- Ida Stieger (22. september 1884, Slovenska Bistrica – 9. maj 1945, Slovenska Bistrica), trgovka, tovarnarka, lastnica predhodnice sedanje tovarne olja Gea
- Franc Kokoschineg (15. februar 1809, Vitanje – 17. januar 1880), predstojnik okraja v Slovenski Bistrici
- Matija Kotnik (1862 – 29. november 1939, Spodnja Polskava), posestnik, župan občine Spodnja Polskava
- Ivan Kos (24. avgust 1880, Kostanjevec – 28. april 1968, Slovenska Bistrica), trgovec, gostilničar, župan Slovenske Bistrice, posojilničar
- Franjo Jagodič (20. julij 1902, Zgornja Polskava – 25. marec 1990, Mekinje), elektrotehnik, inženir, publicist
- Josipina Krulc (7. marec 1879, Videž – 6. april 1969, Slovenska Bistrica), gostilničarka, hotelirka, posestnica
- Jože Ingolič (2. marec 1921, Spodnja Polskava – 1. oktober 2011, Mengeš), ekonomist, veleposlanik, politik
- Marko Drnovšek (16. junij 1925, Slovenska Bistrica – 22. april 2003, Maribor), gospodarstvenik
- Rado Gospodarič (14. januar 1933, Pragersko – 12. februar 1988, Ljubljana), geolog in speleolog
- Jože Ajd (16. februar 1920, Slovenska Bistrica – ? Nemčija), gozdni delavec
- Rudolf Bader (? – po koncu 2. svetovne vojne), trgovec
- Karmelo Budihna (21. januar 1916, Ustje, Ajdovščina – 10. januar 1991,Ljubljana), gozdar, upravitelj gozdne uprave Slovenska Bistrica
- Vladimir Dušej (25. september 1946, Tinjska Gora – 21. avgust 1996, Maribor), trgovec, inšpektor, samostojni podjetnik, predsednik SZDL, športni pilot, ustanovitelj prve privatne pilotske šole v Sloveniji
- Herta Haas (29. marec 1914, Slovenska Bistrica – 5. marec 2010, Beograd), ekonomistka, druga Titova žena
- Josip Hojnik (19. marec 1845, Bukovec – 19. oktober 1915, Zgornja Polskava), veleposestnik, župan Zgornje Polskave, načelnik podružnice CMD
- Jožef Hrastnik (21. februar 1806, Spodnja Polskava – 20. marec 1870, Spodnja Polskava), posestnik, prvi župan občine Spodnja Polskava
- Karel Hrastnik (11. november 1845, Spodnja Polskava – 20. marec 1870, Spodnja Polskava), posestnik, župan občine Spodnja Polskava
- Marija Godec (30. december 1928, Sele pri Polskavi – 20. oktober 2012, Zgornja Polskava), direktorica banke, družbena in kulturna delavka
- Alfonz Šarh (25. avgust 1893, Zgornja Bistrica – 8. januar 1943, Trije žeblji na Osankarici), kmet, udeleženec 1. svetovne vojne, Maistrov borec, borec Pohorskega bataljona, narodni heroj
- Rado Šturm 26. julij 1893, Zgornja Bistrica – 8. februar 1960, Ljubljana), agronom, publicist, Maistrov borec
- Ivan Tomažič (31. januar 1919, Zgornja Bistrica – 5. oktober 1982, Ptuj), gospodarstvenik, direktor Perutnine Ptuj
- Alojz Vezjak (6. oktober 1926, Poljčane – 2. avgust 2012, Poljčane), ustanovitelj Emi-ja, župan občine Slovenska Bistrica, lokalni aktivist
- Martin Žnideršič (21. januar 1934, Slovenska Bistrica – 5. februar 2020, Ljubljana), ekonomist, založnik, knjigotržec, novinar, zbiratelj

## Gradbeništvo in industrija
- Joseph Hueber (1715, Dunaj – 26. september 1787, Gradec), baročni gradbenik, prenavljal je bistriški grad
- Gvidon Pongratz (4. januar 1822, Slovenska Bistrica – 31. december 1889, Zagreb), gradbenik in industrialec
- Anton Pešak (12. junij 1932, Vrhole pri Slovenskih Konjicah – 14. December 2013 Maribor), gradbenik in industrialec
- Marko Cvahte (14. marec 1942, Zgornja Ložnica – 5. julij 2014, Slovenska Bistrica), gradbenik, inženir, amaterski igralec
- Jožef Hofer (1696, Maribor – 2. februar 1762, Maribor), arhitekt
- Slavko Jelinek (31. avgust 1925, Spodnja Polskava – 27. februar 2014, Zagreb), arhitekt
- Igor Kraševac (25. marec 1959, Maribor – 28. september 2020, Maribor), arhitekt, urbanist, lionist, direktor Ibisa Slovenska Bistrica
- Branko Kraševec (31. marec 1927, Koprivnica – 16. junij 2016, Radenci), arhitekt, industrijski oblikovalec
- Ivan Kladnik (23. junij 1912, Spodnja Ložnica – 24. november 1947, Ljubljana), gladbeni tehnik
- Franjo Kikec (8. september 1923 , Ljutomer – 12. januar 2012, Maribor), inženir, predsednik GZS, tehnični direktor Impola, direktor SOZD Unial
- Maksimilijan Ozimič (Maks) (12. junij 1927, Slovenska Bistrica – 21. junij 2021, Slovenska Bistrica), strojni tehnik, poznavalec polpretekle zgodovine mesta Slovenska Bistrica
- Hans Pascher (19. junij 1858, Tamsweg – po 1945, Maribor), arhitekt
- Peter Anton Pigrato (aktiven med leti 1558 in 1593), arhitekt, gradbenik
- Edvard Lepoša (4. oktober 1921, Maribor – 2. maj 2016, Maribor), inženir, gospodarstvenik, tehnični direktor Impola
- Miroslav Gregorič (5. februar 1930, Krško – 1. oktober 2018, Slovenska Bistrica), metalurg, kulturni delavec
- Milan Veber (17. december 1938, Maribor – 18. julij 1998, Slovenska Bistrica), inženir, direktor in tehnični direktor Impola, lokalni aktivist
- Jakob Versolatti (13. junij 1848, Šlovrenc ob Soči – 27. marec 1932, Slovenska Bistrica), gradbenik, cesarski svetnik, častni občan Slovenske Bistrice

## Kmetijstvo
- Doroteja Ozimič (1. februar 1928, Slovenska Bistrica – 5. oktober 2009, Slovenska Bistrica), inženirka kmetijstva, učiteljica, politična zapornica
- Stanko Čurin (6. november 1929, Vodranci – 6. julij 2017, Ptuj), vinogradnik, vinar (opravljal je poklicno vojaško službo v Slovenski Bistrici)
- Ivan Arbeiter (16. april 1926, Ličenca – 9. oktober 1977, Maribor), enolog, direktor
- Matija Batier (5. februar 1880, Gorica pri Pragerskem – december 1945), kmet, soustanovitelj spodnjepolskavske gasilske godbe
- Anton Brauče (8. junij 1890, Ritoznoj – 8. januar 1963, Ritoznoj), organizator viničarskega gibanja na slovenjebistriškem
- Anton Frelih (23. december 1909, Podbrdo pri Škofji Loki – 21. julij 1985, Maribor), kmet, prevoznik − furman, prvi župan Slovenske Bistrice po 2. svetovni vojni
- Vinko Gornjak (17. januar 1899, Smolnik – 31. maj 1993, Slovenska Bistrica), agronom, sadjar, banski svetnik
- Anton Hrastnik (6. maj 1892, Zgornja Polskava – 10 april 1971, Zgornja Polskava), kmet, strojar, usnjar
- Ivan Korošec (november 1895, Spodnja Nova vas – 20. julij 1969, Zgornja Polskava), kmet, društveni in kulturni delavec, župan Zgornje Polskave
- Viktor Kodelič (1889, Pokoše – april 1959 Črešnjevec), kmet, župan Črešnjevca in Pragerskega
- Franjo Ledinek (28. marec 1931, Skomarje – 8. januar 2011, Maribor), agronom, direktor, politik, poslanec, predsednik Skupščine občine Slovenska Bistrica
- Albin Orthaber (26. oktober 1910, Spodnja Polskava – 14. oktober 1972, Ljubljana), agronom, publicist
- Marija Stegne (10. oktober 1925, Urh – 20. oktober 2012, Tinjska Gora), kmetica, ljudska pevka, društvena delavka

## Obrtništvo
- Jože Alt (19. december 1922, Maribor – 28. april 1942, Maribor), livar
- Anton Arzenšek (1883, Slovenska Bistrica – 1963, Gradec), kovač, župan Slovenske Bistrice
- Aslan Bečirović (29. november 1912, Dobri Dol, Vrapčište – 27. april 1994, Slivniško Pohorje), slaščičar, podpornik športa v občini
- Karel Ingolič (11. avgust 1925, Spodnja Polskava – 9. december 2015, Slovenska Bistrica), mizar, lovec, kinolog, lokalni aktivist, direktor
- Alojz Jedlovčnik (30. april 1901, Koroška – 11. maj 1983, Slovenska Bistrica), čevljar, čebelar
- Jože Kozelj (16. februar 1921, Leskovec – 20. april 2009, Slovenska Bistrica), zadnji poklicni lončar v Slovenski Bistrici, pečar
- Janez Kapun (12. januar 1910, Slovenske Konjice – 26. februar 2009, Slovenska Bistrica), mojster soboslikarske in pleskarske obrti
- Maksimilijan Kandolini (3. avgust 1852, Slovenska Bistrica – 5. februar 1916, Ljubljana), čevljar, železniški delavec, narodni buditelj
- Ivan Kancler (11. junij 1922, Spodnja Polskava – 5. november 1942, Občina Zreče), ključavničar, borec Pohorskega bataljona
- Anton Kancler (30. maj 1919, Spodnja Polskava – 8. januar 1943, Trije žeblji na Osankarici), kovač, borec Pohorskega bataljona
- Ivan Ojcinger (16. december 1882, Slovenska Bistrica – 30. junij 1964, Slovenska Bistrica), krojaški mojster, skrbnik otrok
- Anton Opravš (9. junij 1873 – 18. oktober 1935, Zgornja Polskava), pekovski mojster, lastnik pekarne, lastnik gostilne
- Franc Padežnik (5. oktober 1922, Bukovec – 29. maj 2001, Zgornja Polskava), mizar, računovodja, kulturni delavec
- Josip Pelko (18. marec 1881, Kostrivnica – 1962, Slovenska Bistrica), urar, fotograf
- Ivan Pivec (2. februar 1919, Sele pri Polskavi – februar 1991), oljar
- Vinko Polanec (22. januar 1926, Slovenska Bistrica – 4. marec 2004, Maribor), kovač
- Jožef Anton Quadrio (med 1675 in 1680, Benetke – 1730), štukater
- Bruno Rajtmajer (27. avgust 1912, Stari Log – 11. maj 1945, Borovlje), ključavničar, železničar
- Jožko Sagadin (2. marec 1883, Spodnja Polskava – 12. april 1945, Sredce pri Mostečnem), mizar, narodni buditelj
- Franc Sernec (1860, Slovenska Bistrica – ?), mizar, politik
- France Skobl (7. april 1877, Spodnja Polskava – 10. julij 1964, Stopno), čevljar, stenograf, politik, publicist
- Gvido Smolar (1. september 1909, Troblje – 28. julij 1996, Slovenska Bistrica), lesni manipulant, tovarnar, direktor Emmi-ja, društveni delavec
- Mihael Spindler (28. oktober 1941, Kuršinci – 13. december 2019, Maribor), metalurg, predsednik Skupščine občine Slovenska Bistrica, direktor Emmi-ja
- Herbert Stremšek (19. februar 1923, Pragersko – 1. avgust 1947, Ljubljana), strugar, sodelavec gestapa
- Jurij Ačko (26. marec 1878, Visole – 14. februar 1947, Slovenska Bistrica), slikopleskar, slikarski mojster

## Znanost
- Rado Gospodarič (14. januar 1933, Pragersko – 12. februar 1988, Ljubljana), geolog, krasolog, publicist
- Roman Dorn (10. maj 1952, Slovenska Bistrica – 23. junij 2023, Slovenska Bistrica), slovenski računalnikar, učitelj
- Max Vogrin (20. september 1899, Črešnjevec – 11. junij 1985, Gradec), geodet, vojak častnik
- Maruša Bradač (9. januar 1978, Maribor), astrofizičarka (odraščala je v Slovenski Bistrici, kjer je 1984–92 obiskovala osnovno šolo)
- Zora Cvahte (14. marec 1936, Slovenska Bistrica – 20. januar 2019, Maribor), defektologinja, folkloristka, amaterska igralka
- Slavko Kovačič (23. februar 1919, Makole – 30. november 202,0 Slovenska Bistrica), biolog, kulturni delavec, tabornik, planinec, urednik časopisa Metalurg
- Milan Kac (25. oktober 1924, Lendava – 21. december 2010, Maribor), matematik
- Vida Pohar (9. julij 1934 Beograd – 2022), geologinja
- Gabriela Zemljič (9. marec 1919, Maribor – 17. februar 2014, Maribor), prva slovenjebistriška farmacevtka, direktorica tukajšnje lekarne

## Zdravstvo
- Josef von Wurzian (9. marec 1806, Slovenska Bistrica – 27. maj 1858 Dunaj), osebni zdravnik avstrijskega feldmaršala Josefa Grafa Radetzkega
- Zora Janžekovič (30. september 1918, Slovenska Bistrica – 17. marec 2015 Radenci), zdravnica, specialistka plastične kirurgije  (razvila je nov postopek zdravljenja globokih opeklin)
- Karel Erdlen (1. junij 1923, Trbovlje – 12. februar 1999, Slivniško Pohorje), veterinar (služboval je v Slovenski Bistrici)
- Ivo Antolič (14. april 1919, Ljutomer – 13. julij 2001, Ljubljana), zobozdravnik, ortodont (dve leti je deloval v Slovenski Bistrici)
- Paul Adami (18. januar 1736, Slovaška – 11. november 1814, Dunaj), zdravnik, veterinar (V decembru 1779 in 1780 je opravil obsežen in zahteven poskus zaščitnega cepljenja proti omenjeni bolezni na živih živalih v Slovenski Bistrici in bližnji okolici)
- Jernej Černe (1903, Šmartno v Rožni dolini – 1982, Slovenska Bistrica), zdravnik, zobozdravnik
- Štefka Hribar (25. december 1921, Domžale – 19. julij 1993, Slovenska Bistrica), zdravnica, upravnica ZD Slovenska Bistrica
- Ivan Jurečko (12. april 1884, Kočno ob Ložnici – 15. marec 1964), zdravnik, narodni buditelj, udeleženec 1. svetovne vojne
- Jože Jeras (30. oktober 1920, Pragersko – september 2013), zdravnik, pediater, publicist
- Simon Jagodič (12. oktober 1892, Veliko Tinje – 16. oktober 1967, Slovenska Bistrica), zdravnik, upravnik zdravstvenega doma Slov. Bistrica
- Cvetka Križaj (5. september 1935, Ljubljana – 27. marec 1990, Slovenska Bistrica), zdravnica, pediatrinja
- Anton Klasinc (1876 – avgust 1945, Pragersko), zdravnik
- Leon Lemež (1895, Slovenska Bistrica – 1933), zdravnik, specialist za otroške bolezni
- Jože Lokar (21. januar 1939, Slovenska Bistrica – 2. december 1996, Ljubljana), zdravnik, nevropsihiater, publicist
- Maks Murmayr (1871 – 1947), zdravnik, medicinski svetnik, župan Slovenske Bistrice
- Lujo Polanec (1922 – april 1999, Maribor), veterinar, publicist, režiser, kulturni delavec
- Ivan Rahle (17. september 1939, Zgornja Bistrica – 17. september 1995, Zgornja Bistrica), veterinar
- Srečko Rainer (25. maj 1922, Zgornja Bistrica – 2. marec 2000, Ljubljana), zdravnik, ginekolog, patolog, publicist
- Ivan Rajšp (26. februar 1885, Spodnja Polskava – 24. avgust 1948, Zagreb), zdravnik
- Josip Vošnjak (4. januar 1834, Šoštanj – 21. oktober 1911, Visole), zdravnik, politik, pisatelj, čitalničar

## Humanistika
- Zora Tomič (16. avgust 1929, Slovenska Bistrica – junij 2021), sociologinja, političarka in socialna aktivistka
- Jurij Titl (24. november 1914, Vrhole pri Slovenskih Konjicah – januar 2014 Izola), geograf, gospodarski zgodovinar in družbenopolitični delavec
- Janko Čar (11. februar 1932, Veliko Tinje – 10. julij 2017, Slovenska Bistrica), slavist, jezikoslovec, pesnik, pisatelj in kulturni delavec
- Lovro Stepišnik (28. julij 1834, Arclin – 16. februar 1912, Slovenska Bistrica), prvi slovenski potujoči knjižničar, bukovnik
- Marijan Gerdelj (14. april 1948, Vinarje – 20. avgust 2020, Dolga Brda), arhivist, zborovodja, teolog
- Jože Stabej (zgodovinar) (6. marec 1896, Preloge – 22. december 1980, Ljubljana), zgodovinar, publicist, kulturni organizator
- Jože Hudeček (24. februar 1937, Ljubljana – 18. junij 2011, Ljubljana), umetnostni zgodovinar, novinar, pisatelj, urednik, publicist, alpinist
- Jože Koropec (17. marec 1923, Bukovec – 28. april 2004, Maribor), zgodovinar, publicist
- Ignac Kamenik (1. oktober 1926, Solčava – 17. julij 2002, Maribor), slovenist, pisatelj, režiser, kulturni delavec
- Stanko Pahič (21. oktober 1924, Lokanja vas – 6. december 2003, Maribor), arheolog, publicist, vojni ujetnik
- Ferdinand Šerbelj (18. marec 1949, Zgornje Prebukovje), umetnostni zgodovinar
- Ivan Urbančič (12. november 1930, Robič – 7. avgust 2016, Ljubljana), filozof, prevajalec, publicist
- Nina Ditmajer (26. marec 1988, Maribor), raziskovalka zgodovine slovenske književnosti in jezika, asistentka na Inštitutu za slovensko literaturo in literarne vede Znanstvenoraziskovalnega centra Slovenske akademije znanosti in umetnosti (svoje otroštvo je preživela v Slovenski Bistrici)
- Martin Žnidaršič (21. januar 1934, Slovenska Bistrica – 5. februar 2020, Ljubljana), ekonomist, založniški strokovnjak, knjigotrški strokovnjak, novinar

## Šolstvo
- Vlado Janžič (11. oktober 1936, Frajhajm – 23. september 2016, Ljubljana), učitelj, politik, športni delavec
- Marija Goričan (24. marec 1884, Šoštanj – 15. januar 1963, Slovenska Bistrica), učiteljica, kulturna delavka, knjižničarka
- Marija Hrastnik (22. marec 1922, Spodnja Polskava – 5. maj 1988, Maribor), učiteljica
- Martin Dernjač (1816 – 1885, Spodnja Polskava), učitelj, nadučitelj, častni občan Spodnje Polskave
- Slavoj Dimnik (31. julij 1887, Postojna – 1. oktober 1932, Maribor), učitelj, kartograf
- Otilija Feigel (18. oktober 1876, Volče – 26. marec 1946, Slovenska Bistrica), učiteljica, knjižničarka, čitalničarka, kulturna delavka
- Jože Tomažič (9. marec 1906, Veliko Tinje – 6. januar 1970, Jesenice), pedagog, dramatik, mladinski pisatelj, gledališki igralec, režiser in publicist
- Jože Leskovar (22. avgusta 1934, Slovenska Bistrica), učitelj glasbe, ravnatelj na OŠ
- Josip Brinar (1. november 1874, Studence – 11. marec 1959, Celje), pedagog, pedagoški pisec (služboval je na osnovnih šolah Slovenska Bistrica (1893–96))
- Janko Bezjak (15. april 1862, Gorca – 29. november 1935, Maribor), šolnik, jezikoslovec, pedagoški pisec (od 1893 je bil nadzornik šolskih okrajev v Slovenski Bistricai)
- Miljutin Arko (16. april 1910, Ig – 24. januar 1991, Zgornja Polskava), učitelj, prvi ravnatelj Matične knjižnice občine Slovenska Bistrica in ljubiteljski etnolog
- Vida Topolovec (14. junij 1940, Podlože – 28. junij 2019, Slovenska Bistrica), učiteljica ter dolgoletna novinarka Radia Ormož in Radia Tednik Ptuj
- Janez Amring (najverjetneje leta 1764 – 1824), učitelj, kmet, mlinar
- Franc Brelih (? – pred 1870), učitelj, prvi posveten učitelj na Zgornji Ložnici
- Ludovik Vazzaz (27. julij 1880, Žabljek – 17. oktober 1976, Ljubljana), šolnik, geograf
- Avgust Kopriva (9. avgust 1883, Kamnica – 1956, Gradec), učitelj
- Slavko Kleindeinst (14. junij 1936, Maribor – 23. marec 2016, Slovenska Bistrica), učitelj, defektolog, ravnatelj, čebelar, predsednik Skupščine občine Slovenska Bistrica
- Anton Kancler (15. junij 1914, Zgornja Polskava – 1987, Slovenske Konjice), učitelj, vodja šole
- Miroslav Lešnik (8. december 1923, Maribor – 7. januar 2013, Maribor), učitelj, prevajalec, športnik, kulturni delavec
- Gabriel Majcen (6. julij 1858, Zgornja Velka – 13. marec 1940, Maribor), učitelj, publicist
- Milan Mlakar (12. avgust 1948, Ptuj – 29. avgust 1991, Maribor), učitelj, glasbeni pedagog, zborovodja, kulturni delavec
- Jurij Novak (5. april 1916, Vratišinec – 14. november 1984, Maribor), učitelj, ravnatelj, šolski inšpektor, pesnik
- Simon Pernat (1801, Spodnja Polskava – 1888, Zgornja Polskava), učitelj, kmet, gostilničar, organist
- Anton Pešak (12. junij 1932, Vrhole pri Slov. Konjicah – 14. december 2013, Maribor), učitelj, kulturni delavec
- Franc Pliberšek (14. september 1934, Kalše – 28. avgust 2015, Slovenska Bistrica), učitelj, ravnatelj OŠ Šmartno na Pohorju, društveno-kulturni delavec
- Anton Podvršnik (22. maj 1897, Šmartno na Pohorju – ?), učitelj, šolski upravitelj v Zrečah, društveno-kulturni delavec
- Ivan Povh (29. maj 1858, Vešenik – 17. oktober 1932, Zgornja Ložnica), učitelj, sadjar, glasbenik, zborovodja, čebelar
- Hedvika Povh Leben (20. september 1902, Hoče – 13. januar 1996, Maribor), učiteljica, režiserka, kulturna delavka
- Stanko Povh (11. november 1895, Zgornja Ložnica – 18. januar 1986, Maribor), učitelj, kulturni delavec
- Josip Rainer (? – 6. november 1936, Zgornja Polskava), nadučitelj, društveni delavec
- Srečko Rajh (17. oktober 1932, Maribor – 31. december 1984, Maribor), učitelj, ravnatelj OŠ Črešnjevec, društveno‒kulturni delavec
- Marija Rasteiger (6. avgust 1906, Spodnje Preloge – po 10. januarju 1946), učiteljica
- Jožef Repolusk (? – 1800), organist, prvi izprašani učitelj v Slovenski Bistrici
- Josip Sabati (28. februar 1856, Zgornja Kungota –  1941, Zgornja Polskava), učitelj, lokalni politik, sadjar
- Ludvik Sagadin (16. avgust 1884, Spodnja Polskava –  12. april 1945, Sredce, Mostečno), učitelj, sadjar
- Ana Sernec (1. junij 1847, Slovenska Bistrica –  12 oktober 1940, Avstrija), učiteljica, kulturna delavka
- Ivan Sernec (10. november 1936, Maribor –  7. januar 2009, Maribor), učitelj, pedagoški svetovalec, šolski inšpektor
- Jelka Sernec (8. marec 1942, Slovenska Bistrica – 6. julij 2006, Maribor), učiteljica, pisateljica, pesnica
- Branko Sorčnik (24. julij 1920, Slovenska Bistrica – 6. september 2011, Ljubljana), učitelj, ravnatelj, ljubiteljski dendrolog
- Mirko Majcen (16. junij 1890, Slovenska Bistrica – 1. avgust 1977, Ptuj), učitelj, kulturni delavec
- Avgusta Šantel (mlajša) (21. julij 1876, Gorica – 2. december 1968, Ljubljana), učiteljica, slikarka
- Kristina Šega (23. julij 1941, Dobovec – 26. marec 1989, Ljubljana), učiteljica, knjižničarka ‒ ravnateljica knjižnice Slovenska Bistrica, pesnica, kulturna delavka
- Josip Šegula (Pec) (12. februar 1903, Ptujska Gora – 17. avgust 1980, Ljubljana), učitelj, glasbeni pedagog, dirigent, kapelnik, zborovodja
- Oskar Štakul (21. maj 1918, Spodnja Avstrija – 15. december 1992, Slovenska Bistrica), glasbeni pedagog, ustanovitelj in prvi ravnatelj GŠ Slovenska Bistrica
- Janez Jurij Tabernik (12. marec 1729, Slovenska Bistrica – 1. maj 1813, Slovenska Bistrica), učitelj, ustanovitelj šole na Spodnji Polskavi
- Julij Titl (24. november 1914, Vrhole pri Slov. Konjicah – 9. januar 2014, Izola), učitelj, geograf, gospodarski zgodovinar, publicist
- Vida Marija Topolovec (14. junij 1940, Podlože – 28. junij 2019, Slovenska Bistrica), učiteljica, novinarka, urednica, društvena delavka
- Ernest Tribnik (? – avgust 1905, Spodnja Polskava), nadučitelj, soustanovitelj PGD Spodnja Polskava
- Martin Ulaga (1904, Lože – november 1968, Ljubljana), glasbeni pedagog, organist
- Ludovik Vazzaz (27. julij 1880, Žabljek – 17. oktober 1976, Ljubljana), učitelj, geograf
- Avgust Vidmar (21. maj 1934, Planina pod Šumikom – 28. junij 2017, Slovenska Bistrica), učitelj, ravnatelj OŠ, kulturno-prosvetni delavec, lokalni aktivist
- Jožef Vodošek (2. marec 1866, Maribor – 31. avgust 1915, Spodnja Polskava), nadučitelj, soustanovitelj spodnjepolskavske gasilske godbe
- Ivan Vokač (31. december 1903, Studenci – 24. december 1986, Zgornja Polskava), učitelj, upravitelj OŠ, kulturni in družbenopolitični delavec

## Kultura
- Bojan Sinič (5. avgust 1954, Maribor – 22. februar 2018, Laporje), novinar, ustanovitelj tednika Panorama, urednik
- Ana Mlakar (7. junij 1922, Slovenska Bistrica – 24. september 1997, Ljubljana), radijska napovedovalka, inštruktorica za govorno tehniko
- Koni Steinbacher (1. oktober 1940, Zgornje Prebukovje pri Šmartnem na Pohorju), kulturni delavec, risar, režiser, učitelj
- Milan Vidic 15. januar 1919, Ljubljana – avgust 1992, Slovenska Bistrica), režiser, kulturni delavec
- Marko Žitnik 9. april 1913, Črešnjevec – 29. junij 1942, Križni Vrh), trgovec, režiser, kulturni delavec

## Pisateljevanje in publicistika
- Martin Žnideršič (21. januar 1934, Slovenska Bistrica – 5. februar 2020), založnik in zaslužni profesor
- Vinko Gaberc (13. januar 1886, Pretrež – 23. november 1966, Piran), časnikar
- Ivan Matelič (18. januar 1887, Trst – 3. marec 1967, Ljubljana), učitelj (zaključič je oficirski tečaj v Slovenski Bistrici)
- Anica Černej (3. april 1900, Čadram – 3. maj 1944, Nemčija), pedagoginja, pesnica, pisateljica (po njej se imenujejo ulice v Slovenski Bistrici)
- Paolo Santonino (okoli 1440, Umbrija –  med 1508 in 1510, Videm), potopisec, kronist
- Silvester Kopriva (1. december 1908, Laporje – 30. april 1991, Ljubljana), filolog, prevajalec, publicist
- Ina Mejak (1. november 1886, Slovenska Bistrica – 20. september 1973, Hartberg), pisateljica
- Ella von Hutten (2. aprila 1874, Slovenska Bistrica  – ?), pisateljica
- Ina Mejak (1. november 1886, Slovenska Bistrica – 20. september 1973, Hartberg), pisateljica
- Franc Pajtler (6. november 1941, Rače – 6. avgust 2009, Pragersko), zbiratelj, publicist
- Rosa Pitschl (5. avgust 1861, Slovenska Bistrica – 17. december 1943, Slovenska Bistrica), založnica, knjigarnarka
- Gabrijela Verdeljak (Jelka) 22. julij 1920, Studenci – 19. maj 1983, Veliko Tinje), pesnica, pisateljica, zbiralka ljudskega blaga, društveno kulturna delavka
- Ivan Železnikar 28. december 1839, Stiška vas – 26. januar 1892, Ljubljana), časnikar, urednik Slovenskega naroda
- Silvo Husu (ni znano), avtor in urednik (urednik krajevnega biogr. leksikona)
- Marija Vojskovič (25. oktober 1915, Ljubljana – 22. marec 1997, Maribor), pisateljica, davčna uradnica

## Umetnost
- Simon Juda Stupan (? – 1693, Slovenska Bistrica), slikar
- Milan Rožmarin (5. julij 1946, Slovenska Bistrica – december 2017), slikar
- Marjan Hlastec (30. avgust 1936, Zgornja Ložnica), igralec
- Tine Lesjak (21. junij 1957, Kot na Pohorju – 29. julij 2019, Maribor), skladatelj narodnozabavne glasbe, harmonikar, pevec, zbiratelj in poustvarjalec ljudskih pesmi
- Josip Pišof (15. junij 1911, Pragersko – 4. oktober 1986, Maribor), slikar
- Bojan Cvetrežnik (11. 6. 1971, Maribor), violist, violinist, glasbeni pedagog (vodi godalne delavnice za učence in učitelje v Slovenski Bistrici)
- Branimir Ritonja (23. februar 1961, Slovenska Bistrica), mojster fotografije
- Lojze Avžner  (1913, Podgrad – 28. oktober 1944, Šmartno v Tuhinju), ogranist, kulturnik
- Branko Gombač (3. marec 1924, Poljčane – 31. januar 1997, Maribor), režiser, gledališki igralec, kulturni delavec, soustanovitelj celjskega poklicnega gledališča, ustanovitelj Borštnikovega srečanja
- Franc Gornik (10. julij 1857, Malečnik – 14. julij 1908, Malečnik), cerkveni slikar
- Jožef Holzinger (3. april 1735, Limbuš – 27. marec 1797, Maribor), kipar
- Franc Horvat (30. november 1870, Cerkvenjak – 1944, Maribor), slikar
- Božidar Jakac (16. julij 1899, Novo mesto – 20. november 1989, Ljubljana), slikar, grafik
- Joseph Kuwasseg (25. november 1799, Trst – 19. marec 1859, Gradec), krajinski slikar, litograf
- Janez Martin Kremser Schmidt (25. september 1718, Spodnja Avstrija – 28. junij 1801, Spodnja Avstrija), slikar
- Ignac Krajnc Grablec (30. junij 1861, Vrhole pri Slov. Konjicah – 22. junij 1948, Vrhole pri Slov. Konjicah), glasbeni samouk, skladatelj, dirigent, kapelnik, kulturni delavec
- Rudolf Kotnik (8. januar 1931, Štajerska – 25. oktober 1996, Hoče), slikar
- Jakob Kos (26. junij 1879, Studence – 4. julij 1932, Slovenska Bistrica), organist, čitalničar, čebelar, hmeljar, udeleženec 1. svetovne vojne
- Veit Königer (1. julij 1729, Južna Tirolska – 2. december 1792, Gradec), kipar, rezbar
- Roman Klasinc (16. julij 1907, Pragersko – 1990), pianist, glasbeni pedagog, dirigent
- Hermine Katzmayr (25. oktober 1856, Dunaj – 2. april 1933, Slovenska Bistrica), operna pevka, učiteljica petja
- Franz Kässmann (1751, Slovenska Bistrica – 1. december 1837, Dunaj), kipar
- Lojze Lavrič (4. junij 1914, Črni Potok pri Dragi – 15. september 1954, Ljubljana), kipar, rezbar, učitelj, lutkar, avtor spomenika NOB v Slovenski Bistrici
- Anton Jožef Lerchinger (okoli 1720, Rogatec – po 1792), slikar
- Janez Jurij Mersi (1725, Rogatec – 1788 ,Slovenj Gradec), kipar, rezbar
- Janez Valentin Metzinger (19. april 1699, Lotaringija – 12. marec 1759 , Ljubljana), slikar
- Alojz Osvatič (18. junij 1874, Slovenske Konjice – 23. februar 1959, Linz), slikar
- Karel Paj (3. november 1918, Pragersko – 17 marec 1945, Andraž nad Polzelo), glasbenik
- Dušan Pečnik (17. junij 1933, Maribor – 27. maja 2010, Maribor), glasbenik, kapelnik, kulturni delavec
- Makso Pirnik (28. avgust 1902, Preloge – 12. avgust 1993, Šempeter pri Gorici), skladatelj, zborovodja, kulturni delavec
- Ivan Polanec (1. avgust 1887 – 8. julij 1959, Slovenska Bistrica), glasbenik, organist, zeliščar, izumitelj
- Franc Krištof Reiss (?, Lipnica – 25. marec 1711, Maribor), kipar
- Arnold Tovornik 13. marec 1916, Selnica ob Dravi – 4. junij 1976, Maribor), igralec, častnik
- Franc Turk 15. avgust 1906, Predjama – 5. maj 1976, Slovenska Bistrica), kapelnik, glasbeni pedagog

## Politika, uprava, pravo
- Franc Mlakar (1. december 1857, Hošnica – 31. julij, 1909 Hošnica), politik
- Ivan Pučnik (17. avgust 1927, Črešnjevec – 5. december 2008, Črešnjevec), politik, poslanec, župan, kmet, sadjar
- Peter Novak (20. december 1854, Podbardo (it. Cesariis) pri Čenti, Beneška Slovenija – 26. december 1922 Slovenska Bistrica), narodni buditelj v Slovenski Bistrici
- Jože Pučnik (9. marec 1932, Črešnjevec – 11. januar 2003, Nemčija), politik in sociolog
- Ivan Žolger (22. oktober 1867, Devina – 16. maj 1925, Avstrija), pravnik in diplomat
- Alojz Goričan (19. maj 1888, Spodnja Ložnica – 17. februar 1968, Celje), pravnik in politik
- Rudi Rizman (22. marec 1944, Slovenska Bistrica), sociolog in politolog
- Josip Vošnjak (4. januar 1834, Šoštanj – 21. oktober 1911, Visole pri Slovenski Bistrici), politik, zdravnik in pisatelj
- Jožef Jerovšek (2. marec 1921, Spodnja Nova vas), politik, poslanec in kemik
- Vlado Janžič (11. oktober 1936, Frajhajm –2016), učitelj, politik in športni delavec
- France Skobl (7. april 1877, Spodnja Polskava – 10. julij 1964, Stopno), stenograf in politik
- Oskar Pongratz (25. december 1826, Slovenska Bistrica – 29. april 1892, Dunaj), odvetnik in industrialec
- Janko Sernec (19. oktober 1834, Slovenska Bistrica – 25. januar 1909, Maribor), pravnik, narodni buditelj, politik, sociolog
- Štefan Sagadin (9. julij 1878, Spodnja Polskava – 18. junij 1947, Beograd), pravnik, sodnik
- Maksimilijan Kandolini (3. avgust 1852, Slovenska Bistrica – 5. februar 1916, Ljubljana), narodni buditelj, politični aktivist
- Anton Bergauer (29. 8. 1950, Maribor), politik (zaključil je Kovinarsko in lesno predelovalno šolo za učence v gospodarstvu Slovenska Bistrica)
- Friderik Babnik (16. avgust 1883, Zgornja Polskava – 4. december 1941, Mauthausen), pravnik, tovarnar, lokalni aktivist, narodni buditelj,
- Janko Babnik (13. avgust 1926, Dunaj – 1. september 1987, Ljubljana), pravnik, sodnik
- Anton Brumen (7. januar 1857, Biserjane – 28. november 1930, Ptuj), sodnik, odvetnik, publicist
- Rudolf Grad Ganziti (10. april 1905, Vrhole pri Slov. Konjicah – 27. julij 1987, Ljubljana), politik, sindikalist
- Alojz Goričan (19. maj 1888, Spodnja Ložnica – 17. februar 1968, Celje), odvetnik, politik, župan Celja
- Josip Jaklin (22. februar 1860, Slovenska Bistrica – 1933), politik
- Alojz Kores (16. junij 1930, Kovača vas – 29. januar 2006, Kovača vas), politik, predsednik Skupščine občine Slovenska Bistrica, poslanec, društveni delavec, član PGD
- Franc Karner (23. oktober 1925, Slovenska Bistrica – 5. maj 1952, Krnica), sodni uslužbenec, planinec, alpinist
- Urban Lemež (17. maj 1858 – 19. marec 1933, Slovenska Bistrica), pravnik, narodni buditelj, posojilničar, čitalničar
- Ervin Mejak (19. april 1899, Slovenska Bistrica – 14. oktober 1989, Polzela), pravnik, odvetnik, pisatelj, vojak, Maistrov borec
- Franc Mlakar (1. december 1857, Hošnica – 31. avgust 1909, Hošnica), lokalni politik, narodni buditelj
- Ferdinand Prenj (18. oktober 1876, Oplotnica –  1957, Mostar), pravnik, publicist, društveni delavec
- Avguštin Reisman (28. avgust 1889, občina Pesnica –  20. februar 1975, Mostar), pravnik, odvetnik, publicist
- Boštjan Schaubach (7. februar 1886, Koroška –  18. marec 1953, Slovenska Bistrica), pravnik, odvetnik, politik, župan Slovenske Bistrice
- Janko Sernec (19. oktober 1834, Slovenska Bistrica –  25. januar 1909, Maribor), pravnik, publicist, čitalničar, narodni buditelj
- Josip Sernec (4. marec 1844, Slovenska Bistrica –  18. september 1925, Ljubljana), pravnik, politik, publicist, čitalničar, pisatelj
- Teodor Tominšek (16. oktober 1902, Kranj – 16. februar 1996, Ljubljana), pravnik, publicist, prvoborec ‒ spomeničar
- Julian Železnikar (3. julij 1878, Slovenska Bistrica – 14. november 1902, Ljubljana), pravnik, član ljubljanske in novomeške literarne Zadruge
- Ivan Žolger (22. oktober 1867, Slovenska Bistrica – 16. maj 1925, Štajerska), pravnik, minister, publicist

## Vojska
- Pavla Mede (29. junij 1919, Strahinj – 8. januar 1943, Lukanja), komunistka, partizanka in narodna herojinja
- Dušan Mravljak (21. februar 1914, Šoštanj – 8. januar 1943, Lukanja), partizan in narodni heroj
- Drago Magdič (27. marec 1962, Slovenska Bistrica), častnik
- Fritz Eugen Heigel (21. september 1895, Pragersko – 11. december 1930, Dunaj), častnik, inženir
- Ernest Kopriva (10. september 1907, Laporje – 26. februar 1974, Obrov), pomorski častnik, publicist
- Jože Kodelič (15. marec 1920, Črešnjevec – 5. februar 2015, Črešnjevec), častnik, prvoborec ‒ spomeničar
- Marijan Strehar (3. marec 1952, Planina pod Šumikom – 24. maj 2012, Pohorje), častnik, vojak, čebelar, veteran vojne za Slovenijo, častni občan občine Slovenska Bistrica
- Marjan Vidmajer (6. maj 1955, Slovenska Bistrica – 5. avgust 2010, Slovenska Bistrica), častnik, vojak, veteran vojne za Slovenijo
- Julius Cuscoleca (26. julij 1872 , Slovenska Bistrica – 5. oktober 1935, Innsbruck), častnik
- Drago Tomažič (28. januarja 1914, Veliko Tinje – 12. oktober 1943, Mozelj), uradnik, član vaških straž, četnik (plavogardist)
- Alojz Vindiš (16. maj 1926, Pragersko – 3. marec 2010, Spodnja Polskava), častnik,
- Max Vogrin (20. september 1899, Črešnjevec – 11. junij 1985 Gradec), geodet, častnik, vojak

## Religija
- Jakob Prašnikar (21. julij 1784, Kolovrat, Zagorje ob Savi – 13. oktober 1841, Spodnja Polskava), duhovnik, učitelj in dobrotnik Antona Martina Slomška
- Gregor Zafošnik (30. avgust 1902, Spodnja Nova vas – 2. julij 1994, Maribor), duhovnik in skladatelj
- Ivan Tomažič (17. junij 1919, Pregarje – 22. februar 2014 Ilirska Bistrica), rimskokatoliški duhovnik, organizator, mecen, publicist in venetolog
- Ignac Franc Zimmermann (26. julij 1777, Slovenska Bistrica – 28. september 1843, Šentandraž v Labotski dolini), duhovnik, škof
- Simon Gaberc (3. oktober 1838, Črešnjevec – 12. januar 1916, Maribor), narodni gospodar, pridigar, nabožni pesnik, duhovnik
- Štefan Kušer (10. december 1910, Zgornja Brežnica – 19. avgust 2002, Celje), duhovnik, občinski nagrajenec
- Janez Arlič (27. december 1812, Nova Cerkev – 17. junij 1879, Prihova), duhovnik, pesnik Slomškovega kroga
- Friderik Mirko Aužner (25. marec 1916, Podgrad – 24. februar 1987, Maribor), duhovnik
- Jože But (17. februar 1924, Kostrivnica – 9. september 1998, Slovenska Bistrica), duhovnik
- Jožef Cerjak (1863, Podsreda – 1933, Slovenska Bistrica), duhovnik
- Marija Serafina Černe (8. marec 1908, Kromberk – 1977), redovnica, misijonarka
- Josip Drobnič (18. april 18128, Sveta Ema, Podčetrtek – 5. avgust 1861, Gradec), duhovnik, pisatelj, publicist, čitalničar, kulturni delavec
- Martin Gaberc (29. september 1883, Črešnjevec –  6. april 1941, Gornja Radgona), duhovnik, kulturni delavec
- Rudolf Gašparič (7. februar 1917, Kraljevica –  18. avgust 2006, Maribor), duhovnik
- Pankracij Gregorc (7. maj 1867, Videm pri Ptuju –  15. avgust 1920, Slovenske Konjice), duhovnik, pesnik in pisatelj
- Mihael Grešak (11. september 1914, Griže –  22. julij 1942, Celje), duhovnik
- Anton Hajšek (5. junij 1829, Stari Grad –  1907, Slovenska Bistrica), duhovnik, posojilničar, čitalničar
- Josip Hašnik (16. marec 1811, Trbonje –  6. marec 1883, Šentjur), duhovnik, nabožni pesnik, publicist
- Franc Heber ( 1852, Velika Nedelja –  13. april 1921, Spodnja Polskava), duhovnik, katehet, kronist
- Jožef Heržič ( ? –  29. april 1897, Ptuj), duhovnik, prošt, kronist, častni občan občine Spodnja Polskava
- Aleksandr Hoffer (25. februar 1839, Kot –  4. september 1914, Travnik), duhovnik, jezuit, zgodovinar
- Anton Jerovšek (23. maj 1874, Spodnja Nova vas –  31. oktober 1932, Maribor), duhovnik, publicist, politik
- Štefan Kušar (10. december 1910, Križni Vrh –  19. avgust 2002, Celje), duhovnik, lokalni aktivist
- Karl Križe (24. avgust 1802, Slovenska Bistrica –  20. junij 1858), duhovnik, kurat
- Franc Kovačič (25. marec 1867, Veržej –  19. marec 1939 Maribor), duhovnik, zgodovinar, časnikar, publicist, diplomat
- Sestre Frančiškanke Brezmadežnega spočetja (19.−21. stoletje), redovnice
- Franc Ksaver Lukman  (24. november 1880, Loke – 12. junij 1958, Ljubljana), duhovnik, publicist, teolog, filozof
- Vincenc Novak (5. september 1807, Braslovče – 8. marec 1869, Spodnja Polskava), duhovnik, nabožni pesnik
- Ivan Orel (18. oktober 1899, Mozirje – 30. maj 1970, Zgornja Polskava), duhovnik
- Jožef Ozimič (28. februar 1882, Zgornja Ložnica – ?), duhovnik, dekan
- Jakob Prašnikar (21. julij 1784, Kolovrat – 13. oktober 1841, Spodnja Polskava), duhovnik, učitelj
- Jožef Soler (18. april 1829, Slovenska Bistrica – 5. januar 1870, Zgornja Ložnica), duhovnik, kurat
- Ivan Šolinc (15. junij 1897, Cerovec – 17. marec 1976, Krško), duhovnik
- Jožef Virk (15. marec 1810, Podrečje – 4. januar 1880, Loče), duhovnik, pesnik
- Matevž Vrečko (10. september 1826, Vojnik – 10. julij 1893, Šmarje pri Jelšah), duhovnik, ustanovitelj prve knjižnice v Slovenski Bistrici
- Ivan Zakošek (21. marec 1876, Šentvid pri Planini – 25. maj 1951, Zgornja Ložnica), duhovnik, provizor
- Jožef Gašpar Zamlik (1680, Vitanje – 22. julij 1750, Slovenska Bistrica), duhovnik
- Franc Žagar (duhovnik) (3. april 1826, Spodnja Polskava – 23. november 1891), duhovnik, doktor teologije

## Šport
- Memi Bečirovič (1. marec 1961, Slovenska Bistrica), košarkarski trener
- Rene Mlekuž (25. avgust 1975, Slovenska Bistrica), alpski smučar
- Franc Očko (31. marec 1960, Slovenska Bistrica), judoist
- Ivan Vidmajer (24. december 1949, Slovenska Bistrica), judoist
- Urška Žigart (4. december 1996, Slovenska Bistrica), kolesarka
- Kaja Korošec (17 November 2001, Slovenska Bistrica), nogometašinja
- Sani Bečirović (19. 5. 1981, Maribor), košarkar (zaključil je OŠ v Slovenski Bistrici)
- Marijan Štimec (3. april 1951, Maribor – 11. november 2020, Maribor), samostojni podjetnik, direktor Zavoda za šport Slovenska Bistrica, športnik, trener
- Stanko Topolčnik (12. december 1947, Slovenska Bistrica – 13. april 2013, Kovača vas), judoist, olimpijec
- Jože Uršič (19. marec 1927, Devina - 5. maj 1952, Krnica), Milan Uršič (21. september 1928, Devina – med 4. in 5. majem 1952 , Krnica), Ivan Vanč Uršič (16. januar 1931, Devina – 3. maj 1952, Krnica), študent, planinec, alpinist

## Plemstvo
- Rodbina Attems (13.−21. stoletje), plemiči, lastniki Bistriškega gradu od 1717 do 1945
  - Ignacij Marija I. Attems (15. avgust 1652, Ljubljana – 1. december 1732, Gradec), plemič, prvi lastnik bistriškega gradu iz rodbine Attems, pravnik, mecen
  - Kristina Attems (1658 – 27. april 1737), hčerka Jurija Günterja grofa Herbersteina († 1677), plemkinja, druga žena Ignaca Marije I. grofa Attemsa
  - Franc Dizma Attems (6. avgust 1688, Gradec – 10. maj 1750, Gradec), plemič, svetnik, predsednik vrhovnega notranjeavstrijskega revizorja
  - Ignacij Marija II. Attems (27. februar 1714 , Gradec – 15. junij 1762, Dunaj), vnuk Ignaca Marije I. Attemsa, plemič, ustanovitelj bistriške veje rodbine Attemsov Svetokriških
  - Ferdinand Marija I. Attems (22. januar 1746 – 23. maj 1820, Gradec), plemič, štajerski deželni glavar
  - Ignacij Marija III. Attems (24. februar 1774, Gradec – 17. december 1861, Gradec), plemič, štajerski deželni glavar
  - Ferdinand Marija II. Attems (4. december 1809, Gradec – 27. november 1878, Gradec), plemil, vladni svetnik
  - Emil Attems (1. oktober 1857, Linz – 13. januar 1921, Slovenska Bistrica), plemič, cesarsko-kraljevski komornik, oče in ded zadnjih bistriških Attemsov
  - Ferdinand Marija III. Attems (14. avgust 1885, Wels – 1946), plemič, zadnji Attems, ki je bil lastnik bistriškega gradu, doktor gozdarstva, doktor ekonomije
  - Eleonore Maria Mauritia Attems (4. oktober 1886, Pardubice – 19. maj 1922, Gradec), plemkinja, prva žena Ferdinanda Marije III. grofa Attemsa
  - Vanda Marija Terezija Attems (7. oktober 1887, Pardubice – 1946), plemkinja, druga žena Ferdinanda Marije III. grofa Attemsa
  - Ignacij V. Attems (23. junij 1918, Dunaj – 24. februar 1986 , Dunaj), plemič, inženir gozdarstva, vojak
  - Emil Hans Attems (25. september 1921, Gradec – 1945 (domnevno)), plemič, inženir
  - Edmund Attems (16. september 1924, Gradec – 4. januar 2006, Dunaj), plemič, ekonomist
  - Franc Dizma Attems (duhovnik) (26. oktober 1926, Gradec – 13. maj 1999, Gradec), plemič, duhovnik, profesor
- Grofje rodbine Babenberžani (okoli 976−1264), plemiška rodbina, posestniki Slovenske Bistrice
- Grofje rodbine Celjskih (14.−15. stoletje), plemiška rodbina, posestniki mesta in gradu Slovenska Bistrica
- Rodbina Dietrichstein (izpričani med 16. in 18. stoletjem), plemiška rodbina, lastniki polskavskih zemljiških gospostev
- Anton Grasl (izpričan med leti 1455 in 1485), plemič, posestnik, gradnik
- Elle Hutte (2. april 1874, Slovenska Bistrica – ? Dunaj), plemkinja, pisateljica
- Janez Jurij Idunspeug (? – 1572, Slovenska Bistrica), plemič, posestnik bistriškega gradu
- Theodor Kravina (1720, Slovenska Bistrica – 1789, Spodnja Avstrija), plemič, rektor, publicist, duhovnik, jezuit
- Adalbert Neipperg (31. marec 1890, Meran – 23. december 1948, Vršac), plemič, duhovnik
- Rodbina Otokarjev (1050 − 1192), bavarska plemiška rodbina, mejni grofje Karantanske krajine, posestniki ozemlja Slovenske Bistrice
- Oskar Pongratz (25. december 1826, Slovenska Bistrica − 1192), bavarska plemiška rodbina, mejni grofje Karantanske krajine, posestniki ozemlja Slovenske Bistrice
- Gvidon Pongratz (4. januar 1822, Zbelovo − 29. april 1892, Dunaj), plemič, gospodarstvenik, pravnik
- Krištof Prafer (izpričan v 2. polovici 16. stoletja), plemič, gospodar gradu Gromberk
- Rodbina Spanheim (11.−13. stoletje), plemiči, prvi znani posestniki ozemlja Slovenske Bistrice
- Stupan Ehrenstein Simon (? − 1692, Slovenska Bistrica), plemič, slikar
- Rodbina Vetter von der Lillie (16.−17. stoletje), plemiči, prvi privatni lastniki bistriškega gradu med 1584 in 1681
- Josef Wurzian Ritter (9. marec 1805, Slovenska Bistrica− 27. maj 1858, Dunaj), zdravnik, plemič

## Razno
- Eva Ingolič (druga polovica 17. in prva polovica 18. stoletja), osumljena čarovništva